# Бондря
Бондря (рум. Bondrea) — село у повіті Олт в Румунії. Входить до складу комуни Чезієнь.
Село розташоване на відстані 150 км на захід від Бухареста, 28 км на південь від Слатіни, 36 км на південний схід від Крайови.

## Населення
За даними перепису населення 2002 року у селі проживали 303 особи, усі — румуни. Усі жителі села рідною мовою назвали румунську.